# Topsejlsskonnert
En Topsejsskonnert er et sejlskib, hvor der øverst sidder et råsejl på en skonnertmast, hvilket vil sige, at masten er delt i 2 dele. Et eksempel er skoleskibet Lilla Dan